# Giuseppe Ferraris
Giuseppe Ferraris (Torino, 1791 – 1869) è stato un medaglista e incisore italiano.

## Biografia
Era figlio di un impiegato all'ambasciata austriaca.
Dopo essersi trasferito a Milano con la famiglia, lavorò come apprendista presso Luigi Manfredini, e contestualmente studiava alla Accademia di Belle Arti di Brera.
Sin da giovane lavorò come incisore alla Zecca di Torino; fu in questa zecca che occupò il posto come capo incisore succedendo ad Amedeo Lavy.
La sua attività di incisore è ben nota ai collezionisti della monetazione di Carlo Alberto e Vittorio Emanuele II, sia nella monetazione del Regno di Sardegna, in quella del re Eletto e del Regno d'Italia.
Morì nel 1869.
Suoi tutti i conii di Carlo Alberto sia per l'oro che per l'argento.
Incise i coni anche per il nuovo re, Vittorio Emanuele II, sia come re di Sardegna che, come re d'Italia.